# 10181 Davidacomba
10181 Davidacomba eller 1996 FP3 är en asteroid i huvudbältet som upptäcktes den 26 mars 1996 av den italiensk-amerikanske astronomen Paul G. Comba vid Prescott-observatoriet. Den är uppkallad efter upptäckarens fru Davida H. Comba.